# Mitsubishi Ki-109
Mitsubishi Ki-109 — серійний важкий винищувач Імперської армії Японії періоду Другої світової війни.

## Історія створення
у 1943 році керівництву Японії стало відомо, що США готуються здійснювати масовані стратегічні бомбардування Японії. Розвідці навіть вдалось отримати фотографію бомбардувальника B-29, який мав бути задіяний в цих бомбардуваннях. Оскільки Японія не мала літаків, зданих боротись з B-29, було прийняте рішення терміново розробити важкий висотний перехоплювач, здатний знищувати добре захищені американські літаки. За розрахунками, розробка нового літака могла бути завершена не раніше 1945-1946 років, що було неприйнятним, тому було прийняте рішення пристосувати для виконання задачі перехоплення якийсь з існуючих літаків.
За основу був вибраний двомоторний бомбардувальник Mitsubishi Ki-67, який продемонстрував відмінні швидкісні та маневрені характеристики. Проект адаптації отримав позначення Ki-109. 
Спочатку планувалось випускати дві моделі літаків - Ki-109a, озброєний двома 37-мм гарматами, та Ki-109b, оснащений радаром та пошуковим прожектором. Але згодом було вирішено встановлювати на літак звичайну 75-мм гармату «Тип 89». Вважалось що дальність її стрільби дозволить вести вогонь, не входячи в зону ураження оборонного озброєння B-29.
Перший прототип, перебудований з стандартного Ki-67, був готовий у серпні 1944 року, другий - у жовтні. За винятком передньої секції фюзеляжу, пристосованої для встановлення гармати, літаки були ідентичні Ki-67, зокрема залишались носова і хвостова турелі. Випробування пройшли успішно, і армія замовила 44 літаки. Перші 22 літаки були оснащені двигунами Mitsubishi Ha-104. На решті планувалось встановлювати Mitsubishi Ha-104Ru з турбокомпресором, що повинно було покращити висотні характеристики літака. Але до кінця війни не вдалось завершити доводку турбокомпресорів. Для пришвидшення швидкопідйомності на прототипі встановлювати твердопаливні прискорювачі, але після їх використання літак ставав некерований, і від них відмовились.
Починаючи з третього Ki-109, з літака було демонтоване все зайве озброєння, крім 12,7-мм кулемета у хвостовій установці, бомбовідсік був закритий, запас палива зменшений з 5116 до 2152 л.
Боєзапас гармати становив 15 снарядів, які вручну перезаряджав другий пілот.
У грудні 1944 року літак був прийнятий на озброєння, але на момент надходження у війська достатньої кількості машин (був повністю укомплектований 107-ий авіазагін) американці відмовились від денних бомбардувань, перейшовши на нічні нальоти. У цій ситуації Ki-109 виявились непотрібними і були переведені в резерв.

## Тактико-технічні характеристики

### Технічні характеристики
- Екіпаж: 4 чоловіки
- Довжина: 17,95 м
- Висота: 5,80 м
- Розмах крила: 22,50 м
- Площа крила: 65,85 м²
- Маса порожнього: 7 424 кг
- Маса спорядженого: 10 800 кг
- Навантаження на крило: 164 кг/м²
- Двигун: 2 х  Mitsubishi Ha-104
- Потужність: 2x 1 900 к. с.
- Питома потужність: 2,8 кг/к.с.

### Льотні характеристики
- Максимальна швидкість: 550 км/г
- Крейсерська швидкість: 410 км/г
- Практична дальність: 2 200 км
- Практична стеля: 12 000 м

### Озброєння
- Гарматне: 1 x 75-мм гармата «Тип 88»
- Кулеметне: 1 × 12,7-мм кулемет «Тип 1»